# محافظة تشنغهوا
محافظة شونغهوا هي محافظة تقع في هوانغهاي الشمالية، كوريا الشمالية.